# Dracaenura albonigralis
Dracaenura albonigralis là một loài bướm đêm trong họ Crambidae.